# Split/splitless-injector
De split/splitless-injector (S/SL-injector) is een van de types injectoren die gebruikt worden bij een gaschromatograaf. Andere types zijn de COC (cold on column), PTV (programmable temperature vaporizer), P&S (purge and trap), HS (headspace), GSV (gas sampling valve) of SPME (solid-phase microextraction).

## De injector
De injector is bedoeld om een sample op reproduceerbare wijze op een GC-kolom te brengen door het sample op te vangen en te verdampen. Het sample wordt met een naald opgebracht in de injector. Uit de naald komt een klein druppeltje sample, die de injector vervolgens verdampt. 

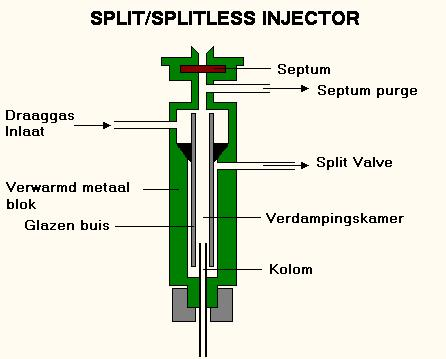
De split/splitless injector

Kenmerkend aan de S/SL-injector is dat een deel van de gasflow afgeblazen kan worden.
In de split mode verdwijnt een deel van het gas via de "split valve". Hierdoor zal ook een deel van het sample dat wordt geïnjecteerd in de injector dampvormig worden en ontsnappen via de "split valve". Het deel van het sample dat is afgesplitst gaat niet over de kolom, maar wordt afgevoerd.
In de splitless mode wordt de volledige flow over de kolom gestuurd. Deze mode wordt gebruikt wanneer een sample met een lage concentratie analyt wordt opgebracht, zodat al de te analyseren stof op de kolom komt.

## Splitratio
Bij de split mode is ook een splitratio in te stellen. Vaak wordt een splitratio van 50 gebruikt. Dit betekent dat van de 50 delen die geïnjecteerd worden, er 1 deel naar de kolom gaat. Dit is de formule om de splitratio S te berekenen:
{\displaystyle S={\frac {Q_{afgesplitst}+Q_{kolom}}{Q_{kolom}}}}
waarbij Qafgesplitst en Qkolom respectievelijk de afgesplitste flow en de flow van het monster naar de kolom zijn. 
Als de concentratie van een te analyseren stof hoog is, bijvoorbeeld 25 μg/ μL en er 1 μL geïnjecteerd wordt, wordt er meestal gekozen om de split valve te openen. Als de split ratio 50 is wordt 25/50 = 0,5 μg sample werkelijk op de kolom gebracht.
Als de concentratie van het sample heel laag is en zich dicht bij de detectielimiet van de gaschromatograaf bevindt, wordt vaak gekozen voor de splitless methode.

## Geschiedenis
De vroegere algemeen gebruikte methode voor gaschromatografie was een split injectie. Van een splitless injectie werd aangenomen dat het zou zorgen voor brede pieken vanwege een trage doorstroom van de componenten in de kolom.
Tegenwoordig is splitless de meest gebruikte injectiemethode bij de gaschromatografie.
De toevallige uitvinder van de splitless injectie is K. Grob geweest.
Hij wilde op een ochtend in 1968 een experiment uitvoeren met een split injectie, maar vergat de split valve open te zetten. De gehele hoeveelheid analyt ging de kolom in waardoor de pieken erg groot en bijzonder scherp werden.